# オリハ・ステファニシナ
オリハ・ヴィタリイヴナ・ステファニシナ（ウクライナ語: Ольга Віталіївна Стефанішина, Olha Vitaliyivna Stefanishyna, 1985年10月29日 - ）は、ウクライナの政治家、行政官、弁護士。2025年7月17日より米国協力発展担当特別全権を務める。日本語の報道では「ステファニシナ副首相」と呼称されることがある。
2020年6月から2025年7月まで欧州・欧州大西洋統合担当副首相（Deputy prime minister for European and Euro-Atlantic integration）を務めた。また、2024年9月から2025年7月まで司法相も兼任した。

## 経歴
ウクライナ・ソビエト社会主義共和国オデッサ出身。2008年、キエフ大学の国際関係校を卒業。大学では国際法と英語翻訳を学んだ。2016年、オデッサ国立経済大学で金融学とクレジットの専門学位を修了した。
2017年3月から12月まで、内閣大臣事務局の欧州・欧州大西洋統合部門の管理官を務めた。同年12月、同部門の局長に就任。
2019年7月の国政選挙に「Ukrainian Strategy of Groysman」の党内名簿25位で立候補した。しかし同党の得票率は2.41％であったため、5％の足切りラインにより議席を獲得することはできなかった（選挙区でも議席は獲得できなかった）。ステファニシナは選挙後、法律事務所に勤務した。
2020年6月4日、ウクライナ最高議会は、ステファニシナを欧州・欧州大西洋統合担当副首相に任命した。ウォロディミル・ゼレンスキー大統領の下で、「国民の僕」に所属している。
2021年、「最も影響力のあるウクライナ人100人」の中の45番目に選ばれた。また、「最も影響力のあるウクライナの女性100人」の中の14番目に選ばれた。
2022年2月24日、ロシアはウクライナへの全面侵攻を開始。同年3月6日、BBCの取材に応じ、ロシア軍の攻撃目標は病院、保育園、学校なども対象になっていると明かした。3月20日、リビウで朝日新聞記者らの取材に応じた。ウクライナの欧州連合（EU）加盟を求めるとともに、日本に対して「（対ロシア）制裁への参加を他のアジア諸国に呼びかけて欲しい」と要望した。
2024年9月3日にゼレンスキー大統領が政府の大規模刷新を表明し、ステファニシナは副首相からの辞任を表明し、翌日議会はステファニシナを副首相から解任した。
2024年9月5日、ステファニシナは欧州・欧州大西洋統合担当副首相兼司法大臣に任命された。
2025年7月16日、シュミハリ内閣総辞職に伴い、欧州・欧州大西洋統合担当副首相兼司法相から解任された。翌日17日、ゼレンスキー大統領より米国協力発展担当特別全権に任命された。また、駐米大使候補だとも言及された。
- NATOのイェンス・ストルテンベルグ事務総長と（2022年1月10日）
- オーストリアのカール・ネハンマー首相と（2022年4月9日）[20]
- 左からスペインのペドロ・サンチェス首相、ステファニシナ、デンマークのメッテ・フレデリクセン首相（2022年4月21日）[21]